# 최대해
최대해(崔大海, 1958년 8월 16일~)는 대한민국의 교수이며 교육가이다. 현재 한국복음주의신학대학 총장협의회장, 한국신학대학교총장협의회장, 한국신학대학교총장협의회장, 학교법인 경북과학대학교 재단이사장, 그리고 현재 대신대학교 총장직을 맡고 있다.

## 학력
- 진량고등학교 졸업
- 1980년 동국대학교 문리과대학 영어영문학 학사
- 1989년 세종대학교 대학원 영문학 석사
- 1993년 세종대학교 대학원 영문학 박사
- 2003년 총신대학교 신학대학원 졸업

## 경력
- 2003년 한국번역학회 감사·이사 同 부회장(現)
- 2005년 학교법인 경북과학대학교 재단이사장
- 2016년 대신대학교 총장(現)
- 2020년 전국총장조찬기도회장
- 2021년 한국복음주의신학대학 총장협의회장
- 2022년 한국신학대학교총장협의회장(現)
- 2022년 한국대학교육협의회 이사(現)

## 수상
- 2006.06.01. 몽골 교통부장관 표창장 수여
- 2007.06.21. 영천경찰서장 표창장 수여
- 2009.04.28. 경상북도 지방경찰청장 표창장 수여
- 2010.12.20. 법무부 대구출입국 관리사무소 재한외국인 사회통합위원 위촉
- 2019.03.26. 경산시 명예 진량읍장 위촉
- 2022.06.15. 경산시장 표창장 수여
- 2023.01.16. 대구광역시장 표창장 수여
- 2023.04.28. 한국신학회 제5회 야립대상 시상[1]

## 저서
- Toeic Mania
- 영문학사
- 영소설 연구
- 호손연구
- 영문법 연구
- 반기문 베스트 영어연설문

## 참고문헌
- 이필형, "최대해 박사의 생애와 신학", <한국의 신학자들 2> (아벨서원: 2023), 952-977.

## 같이 보기
- 대신대학교
- 한국기독교한림원